# Dalida Live - Instants d'émotions...
Dalida Live - Instants d'émotions... è una raccolta postuma della cantante italo-francese Dalida, pubblicata il 17 gennaio 2000 da Universal Music France.
Questo album contiene varie interpretazioni live della cantante provenienti da differenti spettacoli tenuti nel corso della sua carriera.
Il disco presenta anche un nuovo brano inedito, di nome Croquemitoufle, creato dal compositore francese Gilbert Bécaud. Dalida canterà questo pezzo durante una partecipazione ad una trasmissione radio, intitolata "Dans le vent", il 3 aprile 1964. Per la pubblicazione sul disco, la canzone è stata riorchestrata postuma in studio (come avvenne anche per il brano La Mamma, nel 1996, per l'uscita sull'album À ma Manière…).

## Tracce

### Disco 1
1. Intro "In the Stone" (Palais des Sports 1980)
2. Je suis toutes les femmes (Palais des Sports 1980)
3. Entrez sans frapper (Olympia 1974)
4. Pour ne pas vivre seul (Palais des Sports 1980)
5. Le Lambeth Walk (Palais des Sports 1980)
6. Que sont devenues les fleurs (Olympia 1974)
7. Avec le temps (Palais des Sports 1980)
8. Amoureuse de la vie (Olympia 1977)
9. Il faut danser reggae (Palais des Sports 1980)
10. Il venait d'avoir 18 ans (Olympia 1974)
11. Je suis malade (Palais des Sports 1980)
12. Quand on n'a que l'amour (Palais des Sports 1980)
13. Comme disait Mistinguett (Palais des Sports 1980)
14. Julien (Olympia 1974)
15. Ciao amore, ciao (Olympia 1971)
16. Gigi l'amoroso (Olympia 1974)
17. Mourir sur scène (versione remix 1995)

### Disco 2
1. Il y a toujours une chanson (Olympia 1977)
2. Et tous ces regards (Olympia 1977)

#### Registrazione live all'Olympia "Musicorama" - Europe 1 del 14 maggio 1959
1. Guitare et tambourin
2. Tu m'étais destinée
3. Ce serait dommage
4. Les gitans
5. Histoire d'un amour
6. Je pars
7. Hava naguila
8. Ciao ciao, bambina
9. Tout l'amour
10. Come prima

#### Europe 1 trasmissione "Dans le vent", 3 aprile 1964
1. Croquemitoufle (INEDITO)

#### Canada - Montréal, Place des Arts, 10 febbraio 1977
1. Le petit bonheur

#### Egitto, Il Cairo - Stadio di Giza, 2 giugno 1979
1. Salma ya salama (versione in egiziano)

#### New-York - Carnegie Hall, 29 novembre 1979
1. Gigi l'amoroso (versione in inglese)
2. À ma manière (versione remix 1996)